# Kim Su-dae
Kim Su-dae (ur. 13 maja 1942) – północnokoreańska siatkarka, medalistka igrzysk olimpijskich i mistrzostw świata.
Wraz z reprezentacją Korei Północnej zajęła 3. miejsce na mistrzostwach świata 1970 rozgrywanych w Bułgarii. Wystąpiła na letnich igrzyskach olimpijskich 1972 w Monachium, podczas których zagrała w 4 spotkaniach, a jej zespół pokonał Koreę Południową w pojedynku o brązowy medal.